# Derek Boateng
Derek Owusu Boateng (Accra, 2 mei 1983) is een Ghanees betaald voetballer die bij voorkeur op het middenveld speelt.
Boateng speelde lang in Griekenland en kwam ook uit in Zweden, Duitsland, Israël en Engeland. Hij tekende in augustus 2014 een eenjarig contract bij SD Eibar, dat hem transfervrij overnam van Rayo Vallecano. In december 2001 debuteerde hij in het Ghanees voetbalelftal, waarvoor hij daarna meer dan vijfenveertig interlands speelde. In 2016 speelde hij in de Verenigde Staten voor Rayo OKC in de NASL. Begin 2017 sloot hij aan bij OFI Kreta.
Boateng speelde voor Ghana op onder meer de African Cup of Nations 2002 en het WK 2006. Hij behoorde ook tot de 23-koppige selectie op het WK 2010, maar kwam daarop niet in actie.

## Erelijst

### In clubverband
- Israëlisch kampioen: 2007, 2008 (Beitar Jeruzalem)
- Beker van Israël: 2008 (Beitar Jeruzalem)

### Nationale elftal
- Tweede op het Wereldkampioenschap voetbal onder 20 (Ghana -20)